# 緊急安全性情報
緊急安全性情報（きんきゅうあんぜんせいじょうほう）とは、発売中の医薬品、医療機器、再生医療等製品について、医療関係者や広く一般国民に対して緊急かつ重大な注意喚起や使用制限に係る対策が必要な状況にある場合に、厚生労働省からの指示あるいは製造販売業者の自主的な決定に基づいて作成、提供される情報のこと。
通称としてドクターレター、イエローペーパーがあるが、2014年10月に発出された厚生労働省からの指針において、その呼称をイエローレターに統一し、医療関係者だけでなく広く一般国民に向けた情報提供も行うこととしている。

## 作成基準
医療関係者向けの緊急安全性情報の作成に当たっては、赤枠を付したA4サイズの黄色用紙に「緊急安全性情報」の文字を赤枠・黒字の50ポイントゴシック体で記載するといった細かい指針が定められており、作成に当たっては、製造販売業者が厚生労働省および独立行政法人医薬品医療機器総合機構 (PMDA) と協議することを求めている。
また、原則として一般国民向け情報もあわせて作成することとされている。

## 提供方法
情報提供においては、製造販売業者と厚生労働省が緊急安全性情報配布開始後、速やかに報道発表を行う他、製造販売業者とPMDAはその内容を速やかに自身のホームページに掲載することとしている。
また、該当する製品の納入が確認されている医療機関や薬局に対しては、緊急安全性情報の作成決定から1か月以内に、原則直接配布をもって情報提供することを製造販売業者に求めている。

## 安全性速報
保健衛生上の危害発生・拡大の防止を目的に医師等に注意喚起する場合は、緊急安全性情報に準じた書式で安全性速報（ブルーレター）が作成・配布される。
必要に応じて一般国民向けの情報提供資料が作成されることもある。